# Albinykus baatar
Albinykus baatar ("héroe de la garra de la luz errante") es la única especie conocida del género extinto Albinykus de dinosaurio terópodo alvarezsáurido que vivió a finales del período Cretácico, hace aproximadamente 75 millones de años durante el Campaniense, en lo que es hoy Asia. Se han encontrado fósiles en sedimentos del Cretácico Superior en el desierto de Gobi, en Mongolia. La especie tipo, A. baatar fue nombrado por Sterling J. Nesbitt, Julia A. Clarke, Alan H. Turner y Mark A. Norell en 2011.
Se estima que pesaba menos de 1 kilogramo, siendo Albinykus uno de los más pequeños alvarezsáuridos y entre los más pequeños dinosaurios no aviares. El tamaño del cuerpo de los alvarezsáuridos fue disminuyendo a lo largo de su historia evolutiva, y Albinykus representa una forma particularmente derivada. Una característica distintiva de Albinykus no se ve en otros alvarezsáuridos es la fusión completa de los tarsos a los otros huesos de la pierna, los tarsianos proximales se fusionan con el hueso de la tibia de la pierna y los tarsianos distales se fusionan con los huesos metatarsianos del pie.
El esqueleto del holotipo del Albinykus, el espécimen IGM 100/3004 consiste en la pelvis y patas traseras, está estaba en una posición sentada con los pies recogidos debajo del cuerpo. Esta postura es similar a la de los pájaros, indicando una estrecha relación entre los dinosaurios no aviares maniraptores y aves. Aunque se sabe que los oviraptóridos y troodóntidos asumían esta postura, el holotipo de Albinykus es el primer ejemplo de un alvarezsáurido recostado. Los científicos no están seguros acerca de cómo el dinosaurio murió para mantener la posición en la que estaba, pero es posible se haya sofocado bajo la arena.